# Saturn Awards 2016
La 42ª edizione dei Saturn Awards si è svolta il 22 giugno 2016 a Burbank in California. Le candidature sono state annunciate il 24 febbraio del 2016.

## Candidati e vincitori
I vincitori sono indicati in grassetto, a seguire gli altri candidati.

### Film

#### Miglior film di fantascienza
- Star Wars - Il risveglio della Forza (Star Wars: The Force Awakens), regia di J. J. Abrams
- Ex Machina, regia di Alex Garland
- Jurassic World, regia di Colin Trevorrow
- Mad Max: Fury Road, regia di George Miller
- Sopravvissuto - The Martian (The Martian), regia di Ridley Scott
- Terminator: Genisys, regia di Alan Taylor

#### Miglior film fantasy
- Cenerentola (Cinderella), regia di Kenneth Branagh
- Adaline - L'eterna giovinezza (The Age of Adaline), regia di Lee Toland Krieger
- Baahubali: The Beginning, regia di S. S. Rajamouli
- Piccoli brividi (Goosebumps), regia di Rob Letterman
- Hunger Games: Il canto della rivolta - Parte 2 (The Hunger Games: Mockingjay - Part 2), regia di Francis Lawrence
- Ted 2, regia di Seth MacFarlane

#### Miglior film horror
- Crimson Peak, regia di Guillermo del Toro
- Insidious 3 - L'inizio (Insidious: Chapter 3), regia di Leigh Whannell
- It Follows, regia di David Robert Mitchell
- Krampus - Natale non è sempre Natale (Krampus), regia di Michael Dougherty
- The Visit, regia di M. Night Shyamalan
- Vita da vampiro - What We Do in the Shadows (What We Do in the Shadows), regia di Taika Waititi e Jemaine Clement

#### Miglior film thriller
- Il ponte delle spie (Bridge of Spies), regia di Steven Spielberg
- Black Mass - L'ultimo gangster (Black Mass), regia di Scott Cooper
- Regali da uno sconosciuto - The Gift (The Gift), regia di Joel Edgerton
- The Hateful Eight, regia di Quentin Tarantino
- Sicario, regia di Denis Villeneuve

#### Miglior film d'azione/avventura
- Fast & Furious 7 (Furious 7), regia di James Wan
- Everest, regia di Baltasar Kormákur
- Mission: Impossible - Rogue Nation, regia di Christopher McQuarrie
- Revenant - Redivivo (The Revenant), regia di Alejandro González Iñárritu
- Spectre, regia di Sam Mendes
- Spy, regia di Paul Feig

#### Migliore trasposizione da fumetto a film
- Ant-Man, regia di Peyton Reed
- Shingeki no kyojin - Attack on Titan (進撃の巨人), regia di Shinji Higuchi
- Avengers: Age of Ultron, regia di Joss Whedon
- Kingsman - Secret Service (Kingsman: The Secret Service), regia di Matthew Vaughn
- Snoopy & Friends - Il film dei Peanuts (The Peanuts Movie), regia di Steve Martino

#### Miglior attore
- Harrison Ford - Star Wars - Il risveglio della Forza (Star Wars: The Force Awakens)
- Domhnall Gleeson - Ex Machina
- John Boyega - Star Wars - Il risveglio della Forza (Star Wars: The Force Awakens)
- Leonardo DiCaprio - Revenant - Redivivo (The Revenant)
- Matt Damon - Sopravvissuto - The Martian (The Martian)
- Paul Rudd - Ant-Man
- Samuel L. Jackson - The Hateful Eight
- Taron Egerton - Kingsman - Secret Service (Kingsman: The Secret Service)

#### Miglior attrice
- Charlize Theron - Mad Max: Fury Road
- Blake Lively - Adaline - L'eterna giovinezza (The Age of Adaline)
- Daisy Ridley - Star Wars - Il risveglio della Forza (Star Wars: The Force Awakens)
- Emily Blunt - Sicario
- Jessica Chastain - Sopravvissuto - The Martian (The Martian)
- Mia Wasikowska - Crimson Peak

#### Miglior attore non protagonista
- Adam Driver - Star Wars - Il risveglio della Forza (Star Wars: The Force Awakens)
- Michael Douglas - Ant-Man
- Michael Shannon - 99 Homes
- Paul Bettany - Avengers: Age of Ultron
- Simon Pegg - Mission: Impossible - Rogue Nation
- Walton Goggins - The Hateful Eight

#### Miglior attrice non protagonista
- Jessica Chastain - Crimson Peak
- Alicia Vikander - Ex Machina
- Carrie Fisher - Star Wars - Il risveglio della Forza (Star Wars: The Force Awakens)
- Evangeline Lilly - Ant-Man
- Lupita Nyong'o - Star Wars - Il risveglio della Forza (Star Wars: The Force Awakens)
- Tamannaah - Baahubali: The Beginning

#### Miglior attore emergente
- Ty Simpkins - Jurassic World
- Elias e Lukas Schwarz - Goodnight Mommy (Ich seh, Ich seh)
- Jacob Tremblay - Room
- James Freedson-Jackson - Cop Car
- Milo Parker - Mr. Holmes - Il mistero del caso irrisolto (Mr. Holmes)
- Olivia DeJonge  - The Visit

#### Miglior regia
- Ridley Scott - Sopravvissuto - The Martian (The Martian)
- Alex Garland - Ex Machina
- Colin Trevorrow - Jurassic World
- George Miller - Mad Max: Fury Road
- Guillermo del Toro - Crimson Peak
- J. J. Abrams - Star Wars - Il risveglio della Forza (Star Wars: The Force Awakens)
- Peyton Reed - Ant-Man

#### Miglior sceneggiatura
- Lawrence Kasdan, J. J. Abrams e Michael Arndt - Star Wars - Il risveglio della Forza (Star Wars: The Force Awakens)
- Guillermo del Toro e Matthew Robbins - Crimson Peak
- Alex Garland - Ex Machina
- Rick Jaffa, Amanda Silver, Colin Trevorrow e Derek Connolly - Jurassic World
- Jane Goldman e Matthew Vaughn - Kingsman - Secret Service (Kingsman: The Secret Service)
- George Miller, Brendan McCarthy e Nick Lathouris - Mad Max: Fury Road
- Drew Goddard - Sopravvissuto - The Martian (The Martian)

#### Miglior montaggio
- Maryann Brandon e Mary Jo Markey - Star Wars - Il risveglio della Forza (Star Wars: The Force Awakens)
- Dan Lebental e Colby Parker Jr. - Ant-Man
- Leigh Folsom Boyd, Dylan Highsmith, Kirk Morri e Christian Wagner - Fast & Furious 7 (Furious 7)
- Kevin Stitt - Jurassic World
- Eddie Hamilton e Jon Harris - Kingsman - Secret Service (Kingsman: The Secret Service)
- Margaret Sixel - Mad Max: Fury Road

#### Miglior scenografia
- Thomas E. Sanders - Crimson Peak
- Sabu Cyril - Baahubali: The Beginning
- Ed Verreaux - Jurassic World
- Colin Gibson - Mad Max: Fury Road
- Rick Carter e Darren Gilford - Star Wars - Il risveglio della Forza (Star Wars: The Force Awakens)
- Scott Chambliss - Tomorrowland - Il mondo di domani (Tomorrowland)

#### Miglior colonna sonora
- John Williams - Star Wars - Il risveglio della Forza (Star Wars: The Force Awakens)
- M.M. Keeravani - Baahubali: The Beginning
- Fernando Velázquez - Crimson Peak
- Ennio Morricone - The Hateful Eight
- Tom Holkenborg - Mad Max: Fury Road
- Jóhann Jóhannsson - Sicario

#### Miglior costumi
- Alexandra Byrne - Avengers: Age of Ultron
- Rama Rajamouli e Prashanti Tipirineni - Baahubali: The Beginning
- Sandy Powell - Cenerentola
- Kate Hawley - Crimson Peak
- Arianne Phillips - Kingsman - Secret Service (Kingsman: The Secret Service)
- Michael Kaplan - Star Wars - Il risveglio della Forza (Star Wars: The Force Awakens)

#### Miglior trucco
- Neal Scanlan - Star Wars - Il risveglio della Forza (Star Wars: The Force Awakens)
- Joel Harlow e Kenny Niederbaumer - Black Mass - L'ultimo gangster (Black Mass)
- David Marti, Montse Ribe e Xavi Bastida - Crimson Peak
- Gregory Nicotero, Howard Berger, Jake Garber e Heba Thorisdottir - The Hateful Eight
- Lesley Vanderwalt, Damian Martin e Elka Wardega - Mad Max: Fury Road
- Donald Mowat - Sicario

#### Migliori effetti speciali
- Roger Guyett, Patrick Tubach, Neal Scanlan e Chris Corbould - Star Wars - Il risveglio della Forza (Star Wars: The Force Awakens)
- Paul Corbould, Christopher Townsend, Ben Snow e Paul Butterworth - Avengers: Age of Ultron
- Andrew Whitehurst, Paul Norris, Mark Ardington e Sara Bennett - Ex Machina
- John Rosengrant, Michael Lantieri e Tim Alexander - Jurassic World
- Andrew Jackson, Tom Wood, Dan Oliver e Andy Williams - Mad Max: Fury Road
- Richard Stammers, Anders Langlands, Chris Lawrence e Steve Warner - Sopravvissuto - The Martian (The Martian)

#### Miglior film indipendente
- Room, regia di Lenny Abrahamson
- 99 Homes, regia di Ramin Bahrani
- Bone Tomahawk, regia di S. Craig Zahler
- Cop Car, regia di Jon Watts
- Experimenter, regia di Michael Almereyda
- L'ultima parola - La vera storia di Dalton Trumbo (Trumbo), regia di Jay Roach

#### Miglior film internazionale
- Turbo Kid, regia di François Simard, Anouk Whissell e Yoann-Karl Whissell ( Canada/ Nuova Zelanda)
- Il centenario che saltò dalla finestra e scomparve (Hundraåringen som klev ut genom fönstret och försvann), regia di Felix Herngren ( Svezia)
- Goodnight Mommy (Ich seh, Ich seh), regia di Veronika Franz e Severin Fiala ( Regno Unito/ Austria)
- Il labirinto del silenzio (Im Labyrinth des Schweigens), regia di Giulio Ricciarelli ( Germania)
- Legend, regia di Brian Helgeland ( Regno Unito)
- The Wave (Bølgen), regia di Roar Uthaug ( Norvegia)

#### Miglior film d'animazione
- Inside Out, regia di Pete Docter
- Anomalisa, regia di Charlie Kaufman e Duke Johnson
- Il viaggio di Arlo (The Good Dinosaur), regia di Peter Sohn
- Kung Fu Panda 3, regia di Jennifer Yuh e Alessandro Carloni
- Minions, regia di Pierre Coffin e Kyle Balda
- Quando c'era Marnie (思い出のマーニー), regia di Hiromasa Yonebayashi

### Televisione

#### Miglior serie televisiva di fantascienza
- Continuum
- The 100
- Colony
- Doctor Who
- The Expanse
- Wayward Pines
- X-Files (The X-Files)

#### Miglior serie televisiva fantasy
- Outlander
- Il Trono di Spade (Game of Thrones)
- Haven
- Jonathan Strange & Mr Norrell
- The Magicians
- I Muppet (The Muppets)
- The Shannara Chronicles

#### Miglior serie televisiva horror
- The Walking Dead
- American Horror Story
- Ash vs Evil Dead
- Fear the Walking Dead
- Salem
- The Strain
- Teen Wolf

#### Miglior serie televisiva d'azione/thriller
- Hannibal
- Bates Motel
- Blindspot
- Fargo
- The Last Ship
- The Librarians
- Mr. Robot

#### Miglior serie televisiva di supereroi
- The Flash
- Arrow
- Legends of Tomorrow
- Gotham
- Agent Carter
- Agents of S.H.I.E.L.D.
- Supergirl

#### Miglior serie televisiva new media
- Daredevil
- Bosch
- Dragons (DreamWorks Dragons)
- L'uomo nell'alto castello
- Jessica Jones
- Powers
- Sense8

#### Miglior attore in una serie televisiva
- Bruce Campbell - Ash vs Evil Dead
- Andrew Lincoln - The Walking Dead
- Charlie Cox - Daredevil
- David Duchovny - X-Files (The X-Files)
- Grant Gustin - The Flash
- Mads Mikkelsen - Hannibal
- Matt Dillon - Wayward Pines
- Sam Heughan - Outlander

#### Miglior attrice in una serie televisiva
- Caitriona Balfe - Outlander
- Gillian Anderson - X-Files (The X-Files)
- Kim Dickens - Fear the Walking Dead
- Krysten Ritter - Jessica Jones
- Melissa Benoist - Supergirl
- Rachel Nichols - Continuum
- Rebecca Romijn - The Librarians

#### Miglior attore non protagonista in una serie televisiva
- Richard Armitage - Hannibal
- David Tennant - Jessica Jones
- Erik Knudsen - Continuum
- Kit Harington - Il Trono di Spade (Game of Thrones)
- Lance Reddick - Bosch
- Patrick Wilson - Fargo
- Toby Jones - Wayward Pines
- Vincent D'Onofrio - Daredevil

#### Miglior attrice non protagonista in una serie televisiva
- Danai Gurira - The Walking Dead
- Calista Flockhart - Supergirl
- Gillian Anderson - Hannibal
- Lena Headey - Il Trono di Spade (Game of Thrones)
- Melissa Leo - Wayward Pines
- Melissa McBride - The Walking Dead
- Tovah Feldshuh - The Walking Dead

#### Miglior guest star in una serie televisiva
- William Shatner - Haven
- Alex Kingston - I mariti di River Song (Doctor Who)
- John Carroll Lynch - The Walking Dead
- Laura Benanti - Supergirl
- Scott Glenn - Daredevil
- Steven Brand - Teen Wolf
- Victor Garber - The Flash

#### Miglior giovane attore in una serie televisiva
- Chandler Riggs - The Walking Dead
- Brenock O'Connor - Il Trono di Spade (Game of Thrones)
- Dylan Sprayberry - Teen Wolf
- Frank Dillane - Fear the Walking Dead
- Jodelle Ferland - Dark Matter
- Maisie Williams - Il Trono di Spade (Game of Thrones)
- Max Charles - The Strain

#### Miglior presentazione in televisione
- I mariti di River Song (Doctor Who)
- The Cannibal in the Jungle
- Childhood's End
- Jim Henson's Turkey Hollow
- Sharknado 3 (Sharknado 3: Oh Hell No!)
- The Wiz

### Home video

#### Miglior DVD/Blu-ray (film)
- Burying the Ex
- Big Game - Caccia al Presidente (Big Game)
- Monsters: Dark Continent
- Mr Cobbler e la bottega magica (The Cobbler)
- La storia della Principessa Splendente (かぐや姫の物語)
- L'ultimo lupo (Wolf Totem)

#### Miglior DVD/Blu-ray (serie TV)
- X-Files: The Collector's Set
- Black Sails: 2ª stagione
- Dal tramonto all'alba - La serie: 2ª stagione
- Hannibal: 3ª stagione
- Lost in Space (serie completa)
- Il mio amico marziano (serie completa)

#### Miglior edizione speciale DVD/Blu-ray
- X-Men - Giorni di un futuro passato (The Rogue Cut)
- Fast & Furious 7 (Extended Edition)
- Society - The Horror (Limited Edition)
- Lo Hobbit - La battaglia delle cinque armate (Extended Edition)
- Vanilla Sky (Alternate Ending)

#### Miglior edizione DVD/Blu-ray di un film classico
- Soluzione finale (Miracle Mile)
- Ballata macabra (Burnt Offerings)
- Cimitero senza croci (Une corde, un Colt)
- Ladyhawke
- I racconti del terrore (Tales of Terror)
- Il mostro che sfidò il mondo (The Monster That Challenged the World)
- L'uomo dagli occhi a raggi X (X: The Man with the X-ray Eyes)

#### Miglior collezione DVD/Blu-ray
- Frank Darabont Collection
- Horror Classics, Vol. 1
- Jurassic Park Collection
- Mad Max Anthology
- Nikkatsu Diamond Guys, Vol. 1
- Special Effects Collection